# Bob Cousy
Robert Joseph Cousy (Nueva York, 9 de agosto de 1928) es un exjugador y exentrenador de baloncesto estadounidense. Con 1,85 metros de estatura, jugaba en la posición de base.
Cousy jugó a nivel universitario en Holy Cross, donde fue campeón de la NCAA en 1947, antes de ser elegido en la cuarta posición del Draft de la NBA de 1950 por los Tri-Cities Blackhawks. Ante su negativa de jugar en los Blackhawks, acabó fichando por los Boston Celtics. Con los Celtics ganó seis campeonatos de la NBA en trece temporadas. Se retiró en 1963, pero regresó brevemente en la temporada 1969-70 con los Cincinnati Royals, equipo del que era entrenador. 
Está reconocido como uno de los mejores bases de la historia. Apodado "The Houdini of the Hardwood" (el Houdini del parqué),Cousy fue nombrado MVP de la Temporada en 1957, trece veces All-Star, dos veces MVP de dicho partido, doce veces All-NBA y lideró la liga en asistencias en ocho campañas consecutivas. Fue introducido en el Salón de la Fama del Baloncesto en 1971 y es uno de los cuatro jugadores incluidos en todos los equipos de aniversario de la NBA (25, 35, 50 y 75). En su honor, el propio Salón de la Fama del Baloncesto creó en 2004 el Premio Bob Cousy, otorgado al mejor base de la División I de la NCAA.

## Trayectoria

### Universidad
Cousy jugó con los Crusaders del College of the Holy Cross durante su carrera universitaria, donde fue el MVP del equipo y máximo anotador en 1949 y 1950, dos veces All-Conference y All-New England (1949 y 1950), y nombrado por Sporting News en el segundo mejor equipo del All-American en 1949 y en el primer equipo al año siguiente. Lideró a Holy Cross al campeonato de la NCAA de 1947.

### Profesional

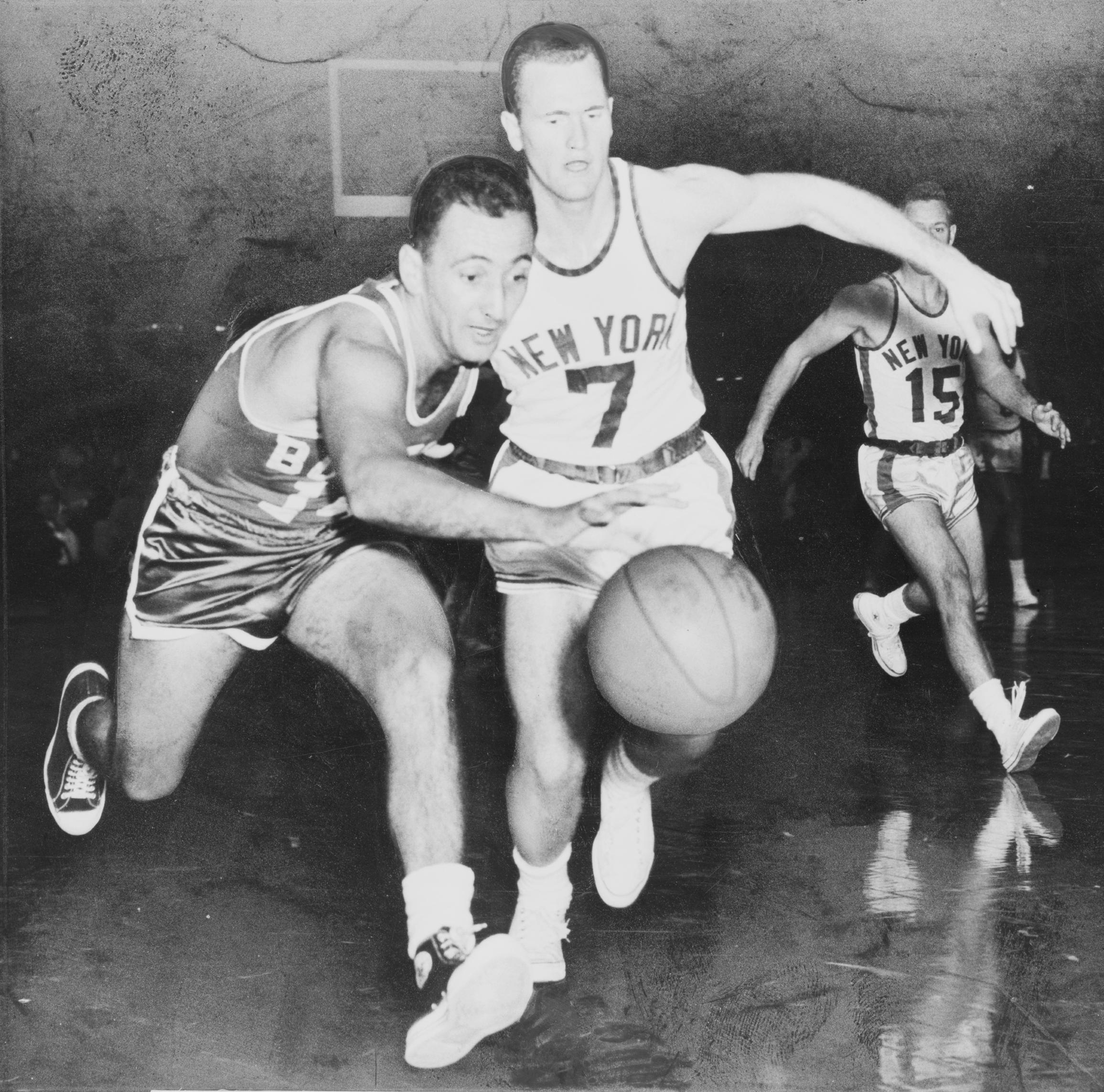
Cousy, en un partido ante New York Knicks.

Cousy fue elegido en el draft de la NBA de 1950 por Tri-Cities Blackhawks, e inmediatamente traspasado a Chicago Stags, y más tarde elegido por Boston Celtics en un draft en el que se seleccionaban los jugadores que habían quedado libres tras la desaparición de los Stags. En la NBA, lideró a su equipo a seis campeonatos, incluido uno en 1957 y posteriormente cinco consecutivos, de 1959 a 1963. Estos cinco anillos fueron parte de los ocho conseguidos de manera consecutiva por Boston. Junto a su compañero de equipo Bill Sharman formó una de las parejas base-escolta más prolíficas de la historia de la NBA.
El 21 de marzo de 1953, en las semifinales de división ante Syracuse Nationals, Cousy anotó 50 puntos, su récord personal en playoffs.
Cousy es el jugador que más asistencias ha repartido en la historia de los Celtics con 6.955. Lideró la NBA en asistencias desde 1953 a 1960, esta última temporada promediando 9.5, su récord personal. Además, anotó 16.960 puntos y fue nombrado MVP en la temporada 56-57, en el mejor quinteto en diez temporadas consecutivas desde 1952 a 1961 y en el segundo quinteto en 1962 y 1963.
También participó en el All-Star Game en trece ocasiones consecutivas, siendo el MVP de dicho encuentro en 1954 y 1957 siendo, con ello, el primero en repetir dicho galardón.
Cousy todavía posee dos récords NBA: el de más asistencias repartidas en una mitad (19, el 27 de febrero de 1959 ante Minneapolis Lakers) y el de más tiros libres en un partido de playoffs (o realmente en cualquier partido de NBA), cuando anotó 30 de los 32 intentados el 21 de marzo de 1953 ante Syracuse.
Cousy se retiró oficialmente de los Celtics al finalizar la temporada 62-63, pero regresó siete años más tarde y jugó siete partidos con Cincinnati Royals, en la actualidad Sacramento Kings. Fue entrenador de los Royals de 1969 a 1974, pero no fue capaz de dirigir al equipo a un balance superior a 36-46. Durante la Temporada 73-74, fue despedido cuando firmaba un récord de 6-16.

## Vida tras la NBA

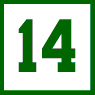
El número 14, retirado por Boston Celtics.

En 1963 se publicó Basketball Is My Life, la autobiografía de Bob Cousy que resultó un éxito de ventas. En el libro describe cómo se rompió su brazo derecho cuando era un niño y se vio forzado a practicar deportes usando su mano izquierda. Sintió que el ser ambidiestro le hizo mejor jugador de baloncesto.
Ese mismo año se convirtió en el entrenador del Boston College, y en 6 temporadas tuvo un récord de 117 victorias y 38 derrotas, y fue nombrado Entrenador del Año de New England en 1968 y 1969. 
Fue Comisionado en la American Soccer League entre 1974 y 1979, y en 1987 participó de la fundación de la World Basketball League, una liga menor de baloncesto que imponía un límite de altura máxima para sus jugadores.
Apareció en la película Blue Chips de 1994, donde protagoniza una escena icónica junto a Nick Nolte en el que acierta una larga serie de tiros libres mientras sus personajes dialogan.
También ha trabajado como comentarista en retransmisiones de baloncesto. 
En 1996 fue elegido por la NBA como uno de los 50 mejores de la historia de la competición, y ESPN le colocó en la posición #94 en su lista de los 100 mejores atletas del siglo XX. Algunos analistas lo ponen como mejor base de la NBA desde 1952 a 1960. Además, su mítico dorsal 14 fue retirado por los Celtics.
En noviembre de 2024, a sus 96 años, lo Celtics le entregan un anillo de campeón conmemorativo ya que, a pesar de ganar seis títulos, en su época no se entregaban estas joyas.

## Estadísticas de su carrera en la NBA
|  | Campeón de la NBA |
|  | Líder de la liga  |

### Temporada regular
| Año     | Equipo     | PJ  | MPP  | TC%  | TL%   | RPP | APP | PPP  |
| ------- | ---------- | --- | ---- | ---- | ----- | --- | --- | ---- |
| 1950–51 | Boston     | 69  |      | .352 | .756  | 6.9 | 4.9 | 15.6 |
| 1951–52 | Boston     | 66  | 40.6 | .369 | .808  | 6.4 | 6.7 | 21.7 |
| 1952–53 | Boston     | 71  | 41.5 | .352 | .816  | 6.3 | 7.7 | 19.8 |
| 1953–54 | Boston     | 72  | 39.7 | .385 | .787  | 5.5 | 7.2 | 19.2 |
| 1954–55 | Boston     | 71  | 38.7 | .397 | .807  | 6.0 | 7.8 | 21.2 |
| 1955–56 | Boston     | 72  | 38.4 | .360 | .844  | 6.8 | 8.9 | 18.8 |
| 1956–57 | Boston     | 64  | 36.9 | .378 | .821  | 4.8 | 7.5 | 20.6 |
| 1957–58 | Boston     | 65  | 34.2 | .353 | .850  | 5.0 | 7.1 | 18.0 |
| 1958–59 | Boston     | 65  | 37.0 | .384 | .855  | 5.5 | 8.6 | 20.0 |
| 1959–60 | Boston     | 75  | 34.5 | .384 | .792  | 4.7 | 9.5 | 19.4 |
| 1960–61 | Boston     | 76  | 32.5 | .371 | .779  | 4.4 | 7.7 | 18.1 |
| 1961–62 | Boston     | 75  | 28.2 | .391 | .754  | 3.5 | 7.8 | 15.7 |
| 1962–63 | Boston     | 76  | 26.0 | .397 | .735  | 2.5 | 6.8 | 13.2 |
| 1969–70 | Cincinnati | 7   | 4.9  | .333 | 1.000 | .7  | 1.4 | .7   |
| Total   | Total      | 924 | 35.3 | .375 | .903  | 5.2 | 7.5 | 18.4 |

### Playoffs
| Año   | Equipo | PJ  | MPP  | TC%  | TL%  | RPP | APP  | PPP  |
| ----- | ------ | --- | ---- | ---- | ---- | --- | ---- | ---- |
| 1951  | Boston | 2   |      | .214 | .833 | 7.5 | 6.0  | 14.0 |
| 1952  | Boston | 3   | 46.0 | .400 | .932 | 4.0 | 6.3  | 31.0 |
| 1953  | Boston | 6   | 45.0 | .383 | .836 | 4.2 | 6.2  | 25.5 |
| 1954  | Boston | 6   | 43.3 | .284 | .800 | 5.3 | 6.3  | 21.0 |
| 1955  | Boston | 7   | 42.7 | .381 | .958 | 6.1 | 9.3  | 21.7 |
| 1956  | Boston | 3   | 41.3 | .500 | .920 | 8.0 | 8.7  | 26.3 |
| 1957  | Boston | 10  | 44.0 | .324 | .747 | 6.1 | 9.3  | 20.2 |
| 1958  | Boston | 11  | 41.5 | .342 | .853 | 6.5 | 7.5  | 18.0 |
| 1959  | Boston | 11  | 41.8 | .326 | .745 | 6.9 | 10.8 | 19.5 |
| 1960  | Boston | 13  | 36.0 | .305 | .765 | 3.7 | 8.9  | 15.3 |
| 1961  | Boston | 10  | 33.7 | .340 | .761 | 4.3 | 9.1  | 16.7 |
| 1962  | Boston | 14  | 33.9 | .357 | .684 | 4.6 | 8.8  | 16.0 |
| 1963  | Boston | 13  | 30.2 | .353 | .830 | 2.5 | 8.9  | 14.1 |
| Total | Total  | 109 | 38.5 | .342 | .801 | 5.0 | 8.6  | 18.5 |